# Козячий потік
Козій потік (словац. Kozí potok) — річка в Словаччині, ліва притока Турця, протікає в округах Ж'яр-над-Гроном і Турчянські Теплиці.
Довжина приблизно 8 км. Витік знаходиться в масиві Кремницькі-Верхи (Дівяцькі пагорби; схил гори Гулятий-Верх) — на висоті близько 810 метрів. Протікає територією сіл Кунешов і Склене.
Впадає в Турець на висоті приблизно 555—560 метрів.